# توماس براون (سياسي أسترالي)
توماس براون (بالإنجليزية: Thomas Brown)‏ هو مستكشف وسياسي أسترالي، ولد في 1803 في إنجلترا في المملكة المتحدة، وتوفي في 5 يوليو 1863 بسبب نوبة قلبية.